# 14333 Alanfischer
A 14333 Alanfischer (ideiglenes jelöléssel (14333) 1981 ED34) a Naprendszer kisbolygóövében található aszteroida. Schelte J. Bus fedezte fel 1981. március 1-jén.